# Rhizocarpon diploschistidina
Rhizocarpon diploschistidina é uma espécie de líquen da família Rhizocarpaceae. Foi descrito cientificamente em 2011.